# Niklas Hedl
Niklas Hedl (Vienna, 17 marzo 2001) è un calciatore austriaco, portiere del Rapid Vienna e della nazionale austriaca.

## Biografia
È il figlio dell'ex portiere Raimund Hedl.

## Carriera

### Club
Cresciuto nel settore giovanile del Rapid Vienna, il 2 maggio 2017, a soli 16 anni, firma il primo contratto professionistico con i biancoverdi; l’8 dicembre 2020 prolunga fino al 2024 con il club viennese.
Ha esordito in prima squadra il 20 febbraio 2022, nella partita di campionato pareggiata per 2-2 contro lo Sturm Graz.

### Nazionale
Dopo avere rappresentato le selezioni giovanili austriache, esordisce in nazionale maggiore il 17 novembre 2022 nell'amichevole vinta 1-0 contro Andorra.
Nel marzo 2023 il commissario tecnico Ralf Rangnick lo ha temporaneamente escluso dalle convocazioni in nazionale, assieme a Guido Burgstaller e Marco Grüll, dopo che il 26 febbraio 2026 i tre calciatori del Rapid Vienna sono stati filmati mentre rivolgevano insulti omofobi nei confronti dell'Austria Vienna durante i festeggiamenti per la vittoria del derby.

## Statistiche

### Presenze e reti nei club
Statistiche aggiornate al 26 agosto 2022.
| Stagione        | Squadra         | Campionato      | Campionato | Campionato | Coppe nazionali | Coppe nazionali | Coppe nazionali | Coppe continentali | Coppe continentali | Coppe continentali | Altre coppe | Altre coppe | Altre coppe | Totale | Totale | Totale |
| Stagione        | Squadra         | Comp            | Pres       | Reti       | Comp            | Pres            | Reti            | Comp               | Pres               | Reti               | Comp        | Pres        | Reti        | Pres   | Reti   |        |
| --------------- | --------------- | --------------- | ---------- | ---------- | --------------- | --------------- | --------------- | ------------------ | ------------------ | ------------------ | ----------- | ----------- | ----------- | ------ | ------ | ------ |
| 2021-2022       | Rapid Vienna    | BL              | 10         | -11        | CA              | 0               | 0               | UEL+UECL           | 0+1                | 0 + -2             | -           | -           | -           | 11     | -13    |        |
| 2022-2023       | Rapid Vienna    | BL              | 31         | -46        | CA              | 5               | -4              | UECL               | 6                  | -5                 | -           | -           | -           | 42     | -55    |        |
| Totale carriera | Totale carriera | Totale carriera | 41         | -57        |                 | 5               | -4              |                    | 7                  | -7                 |             | -           | -           | 53     | -68    |        |

### Cronologia presenze e reti in nazionale
| Cronologia completa delle presenze e delle reti in nazionale ― Austria | Cronologia completa delle presenze e delle reti in nazionale ― Austria | Cronologia completa delle presenze e delle reti in nazionale ― Austria | Cronologia completa delle presenze e delle reti in nazionale ― Austria | Cronologia completa delle presenze e delle reti in nazionale ― Austria | Cronologia completa delle presenze e delle reti in nazionale ― Austria | Cronologia completa delle presenze e delle reti in nazionale ― Austria | Cronologia completa delle presenze e delle reti in nazionale ― Austria |
| Data                                                                   | Città                                                                  | In casa                                                                | Risultato                                                              | Ospiti                                                                 | Competizione                                                           | Reti                                                                   | Note                                                                   |
| ---------------------------------------------------------------------- | ---------------------------------------------------------------------- | ---------------------------------------------------------------------- | ---------------------------------------------------------------------- | ---------------------------------------------------------------------- | ---------------------------------------------------------------------- | ---------------------------------------------------------------------- | ---------------------------------------------------------------------- |
| 16-11-2022                                                             | Malaga                                                                 | Andorra                                                                | 0 – 1                                                                  | Austria                                                                | Amichevole                                                             | -                                                                      | 46’                                                                    |
| Totale                                                                 |                                                                        | Presenze                                                               | 1                                                                      |                                                                        | Reti                                                                   | 0                                                                      |                                                                        |

| Cronologia completa delle presenze e delle reti in nazionale ― Austria under 21 | Cronologia completa delle presenze e delle reti in nazionale ― Austria under 21 | Cronologia completa delle presenze e delle reti in nazionale ― Austria under 21 | Cronologia completa delle presenze e delle reti in nazionale ― Austria under 21 | Cronologia completa delle presenze e delle reti in nazionale ― Austria under 21 | Cronologia completa delle presenze e delle reti in nazionale ― Austria under 21 | Cronologia completa delle presenze e delle reti in nazionale ― Austria under 21 | Cronologia completa delle presenze e delle reti in nazionale ― Austria under 21 |
| Data                                                                            | Città                                                                           | In casa                                                                         | Risultato                                                                       | Ospiti                                                                          | Competizione                                                                    | Reti                                                                            | Note                                                                            |
| ------------------------------------------------------------------------------- | ------------------------------------------------------------------------------- | ------------------------------------------------------------------------------- | ------------------------------------------------------------------------------- | ------------------------------------------------------------------------------- | ------------------------------------------------------------------------------- | ------------------------------------------------------------------------------- | ------------------------------------------------------------------------------- |
| 27-3-2021                                                                       | San Pedro del Pinatar                                                           | Austria under 21                                                                | 10 – 0                                                                          | Arabia Saudita under 21                                                         | Amichevole                                                                      | -                                                                               | 60’                                                                             |
| 29-3-2021                                                                       | San Pedro del Pinatar                                                           | Austria under 21                                                                | 2 – 0                                                                           | Polonia under 21                                                                | Amichevole                                                                      | -                                                                               | 45’                                                                             |
| 4-6-2021                                                                        | Ritzing                                                                         | Austria under 21                                                                | 2 – 1                                                                           | Slovacchia under 21                                                             | Amichevole                                                                      | -1                                                                              | 46’                                                                             |
| 3-9-2021                                                                        | Drammen                                                                         | Norvegia under 21                                                               | 3 – 1                                                                           | Austria under 21                                                                | Qual. Europeo Under-21 2023                                                     | -3                                                                              |                                                                                 |
| 7-9-2021                                                                        | Ried im Innkreis                                                                | Austria under 21                                                                | 6 – 0                                                                           | Azerbaigian under 21                                                            | Qual. Europeo Under-21 2023                                                     | -                                                                               |                                                                                 |
| 8-10-2021                                                                       | Pärnu                                                                           | Estonia under 21                                                                | 0 – 4                                                                           | Austria under 21                                                                | Qual. Europeo Under-21 2023                                                     | -                                                                               |                                                                                 |
| 12-10-2021                                                                      | Tampere                                                                         | Finlandia under 21                                                              | 3 – 1                                                                           | Austria under 21                                                                | Qual. Europeo Under-21 2023                                                     | -3                                                                              |                                                                                 |
| 12-11-2021                                                                      | Baku                                                                            | Azerbaigian under 21                                                            | 0 – 3                                                                           | Austria under 21                                                                | Qual. Europeo Under-21 2023                                                     | -                                                                               |                                                                                 |
| 16-11-2021                                                                      | Ried im Innkreis                                                                | Austria under 21                                                                | 1 – 3                                                                           | Croazia under 21                                                                | Qual. Europeo Under-21 2023                                                     | -3                                                                              |                                                                                 |
| 25-3-2022                                                                       | Varaždin                                                                        | Croazia under 21                                                                | 0 – 0                                                                           | Austria under 21                                                                | Qual. Europeo Under-21 2023                                                     | -                                                                               |                                                                                 |
| 29-3-2022                                                                       | Ried im Innkreis                                                                | Austria under 21                                                                | 2 – 1                                                                           | Norvegia under 21                                                               | Qual. Europeo Under-21 2023                                                     | -1                                                                              |                                                                                 |
| 2-6-2022                                                                        | Ried im Innkreis                                                                | Austria under 21                                                                | 2 – 3                                                                           | Finlandia under 21                                                              | Qual. Europeo Under-21 2023                                                     | -3                                                                              |                                                                                 |
| Totale                                                                          |                                                                                 | Presenze                                                                        | 12                                                                              |                                                                                 | Reti                                                                            | -14                                                                             |                                                                                 |